# Łanowce (rejon krzemieniecki)
Łanowce (ukr. Ланівці) – miasto na Ukrainie nad rzeką Żyrak (ukr. Жирак) dopływ rzeki Horyń, w obwodzie tarnopolskim, w rejonie krzemienieckim.
Znajduje tu się stacja kolejowa Łanowce, położona na linii Szepetówka – Tarnopol.

## Historia
Miasto lokowane było w roku 1444, kiedy to protoplasta rodziny Jełowickich, Paszko Bożeniec Jełowicki, otrzymał nadanie miejscowości Łanowce od Kazimierza Jagiellończyka. Historyk Teodor Żychliński, określa dom Jełowickich jako: jeden z najdawniejszych na Wołyniu, spokrewniony z najstarszymi rodami z tego regionu.
Miejscowość Łanowce w roku 1545 uzyskało prawa miejskie. Przechodząc z pokolenia na pokolenie Jełowickich, znalazła się w połowie XVI wieku w posiadaniu potomka Paszka – Hniewosza, syna Iwana. O wydarzeniu tym świadczy zachowany dokument przyznania miejscowości przez króla Zygmunta II Augusta w 1565 roku. Od tego momentu miejscowość Łanowce należała do rodu Jełowickich aż do 1868 roku. Do roku 1795 znajdowało się w granicach I Rzeczypospolitej w województwie wołyńskim. Dobra łanowieckie z przyległymi wsiami należały do rodziny Jełowickich do licytacji w 1868, następnie do Wiśniowieckich, Mniszchów, a pod koniec XIX wieku do Rzewuskich.
W okresie międzywojennym w miejscowości stacjonowała kompania graniczna KOP „Łanowce”.
Od 1921 do 1924 Łanowce leżały w gminie Białozórka, w latach 1924–1939 w gminie Łanowce, w powiecie krzemienieckim, w województwie wołyńskim, w Polsce.
II wojna światowa
Po wkroczeniu Niemców w 1941 r. w Łanowcach miał miejsce antysemicki pogrom dokonany przez ludność ukraińską. Zginęło 60 Żydów. W lutym 1942 r. utworzono tam getto, w którym przetrzymywano około 2000 osób, „zlikwidowane” w sierpniu 1942 r. przez Niemców i policję ukraińską. W lipcu 1943 r. w miasteczku doszło do pogromu ludności polskiej, liczby ofiar nie udało się ustalić. 4 lutego 1944 w miejscowym kościele zostało zamordowanych przez upowców 11 Polaków, w tym Ryszard Andrzej Wadas, chrześniak marszałka Rydza-Śmigłego. Wcześniej, podczas próby ewakuacji do Wiśniowca zginęło 129 osób.
W czasie okupacji niemieckiej mieszkająca w Łanowcach ukraińska rodzina Szewczuków ukrywała dwóch Żydów. W 1997 roku Instytut Jad Waszem pośmiertnie uhonorował Wasyla Szewczuka (zabitego przez ukraińskich nacjonalistów), a także jego rodziców, Ławrentija i Jewdokiję, tytułami Sprawiedliwych wśród Narodów Świata.
Ukraina
W 1989 liczyło 9318 mieszkańców. Do 2013 liczba mieszkańców spadła do 8752.
W 1997 roku ZSZ № 31 została zlikwidowana.
Do 2020 siedziba władz rejonowych rejonu łanowieckiego.

## Zabytki
- zamek[13]

## Pobliskie miejscowości
- Borsuki
- Borszcziwka
- Kuskiwci
- Napadiwka
- Syniwci
- Wieliki